# 愛知県道129号一宮津島線

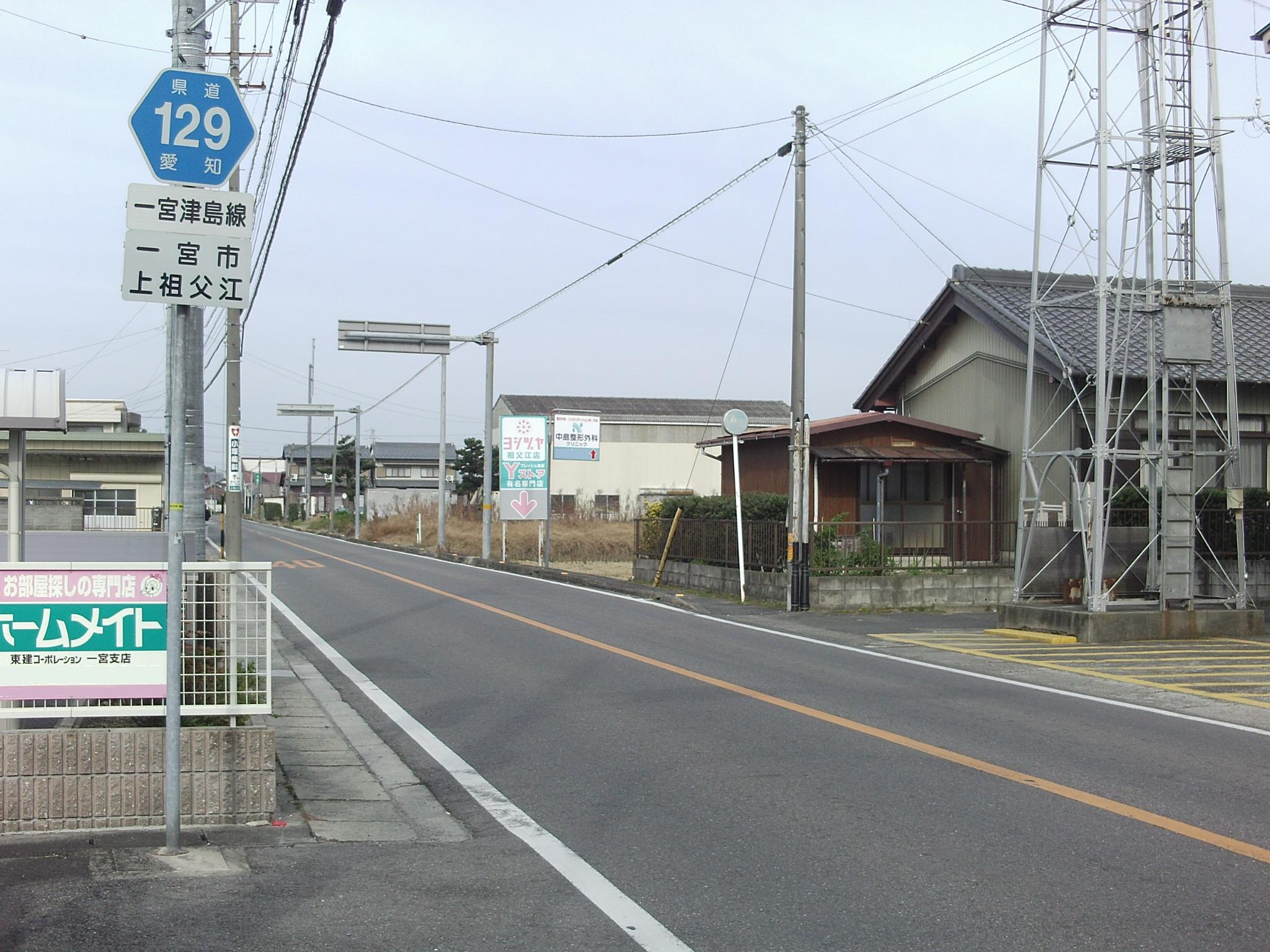
一宮市上祖父江町

愛知県道129号一宮津島線（あいちけんどう129ごう いちのみやつしません）は、愛知県一宮市から同県津島市に至る一般県道である。

## 概要

### 路線データ
- 起点：愛知県一宮市
- 終点：愛知県津島市

## 沿革
- 1959年（昭和34年）12月15日：認定[1]

## 地理

### 通過する自治体
- 愛知県
  - 一宮市 - 稲沢市 - 津島市

### 交差する道路
- 愛知県道18号大垣一宮線（美濃街道）
- 愛知県道136号一宮清須線（美濃街道）
- 愛知県道513号一宮西中野線
- 愛知県道135号羽島稲沢線（上祖父江南交差点）
- 愛知県道67号名古屋祖父江線（祖父江高熊交差点）
- 愛知県道134号桑原祖父江線（上牧交差点）
- 愛知県道512号給父稲沢線
- 愛知県道130号馬飼井堀線（大牧交差点）
- 愛知県道128号給父清須線（五ッ屋交差点）
- 愛知県道126号給父西枇杷島線（西川端交差点）
- 愛知県道79号あま愛西線（甚目寺街道）（町方新田西交差点）
- 愛知県道8号津島南濃線（町方新田西交差点・申塚町東交差点間）重複区間
- 国道155号（観音町交差点）
- 愛知県道138号津島停車場線（天王通り）（天王通5丁目交差点）
- 愛知県道68号名古屋津島線（佐屋街道）（今市場町2丁目交差点）

### 沿線
- 尾西歴史民俗資料館
- 国土交通省木曽川第二出張所
- かしの木の里
- グリーンプラザ（体育館・尾西プール）
- 稲沢市立祖父江中学校
- 愛知県警察 津島警察署西川端駐在所
- 愛西市立草平小学校
- 津島神社
- 津島門前郵便局